# Зависност од употребе мобилних телефона
Зависност од употребе мобилних телефона је облик претеране употребе мобилних уређаја која може одузети доста корисног времена које је могло да се корисније потроши у друге сврхе – учење, рад, спорт, љубав, дружење и узроковати новчане проблеме корисника или особе која плаћа рачуне. У ову групу спадају и зависници који због болести не могу да напуштају кућу, који су сами себи непривлачни и који су посебно осетљиви, па не могу поднети стресове при комуникацији уживо.
Они који имају претерану и изнурујућу зависност од телефона и нису у стању да се сами ослободе те навике, и морају се  подвргнути рехабилитацији у некој од установа за лечење болести зависности.
Све већа употреба мобилних уређаја не само да носи са собом и одређене материјалне, друштвене, социјалне већ и здравствене проблеме. Међу тим проблемима је осим фобије и патолошке анксиозности и могућност добијања рака (као последица претераног електромагнетног зрачења самих телефона). Иако је Светска здравствена организација недавно електромагнетно зрачење класификовала као „потенцијално канцерогено за људе“, још увек нема валидних доказа који повезују мобилне телефоне са повећаним ризиком од рака. Међутим научници су и даље веома опрезни и предлажу да се на глобалном нивоу интензивирају даља, дугорочна истраживања у овој области.

## Дефиниције и класификација
Синдром зависности — је израз који користи Светска здравствена организација (WHO Expert Committee, 1964) да замени изразе зависност или навика.  Овај синдром је категорисан у ИЦД-10 као:
- Злоупотреба супстанци, као што су психоактивни лекови, алкохол и дуван. Поремећаји употребе супстанци могу се дефинисати помоћу 11 фактора, према ДСМ-5, укључујући: (1) употребу супстанци у већим количинама или дуже него што је првобитно планирано, (2) жељу да се смањи или контролише употреба супстанци, (3) трошење супстанци (5) употреба ситуацији када постоји физичка опасност, (6) непрекидна употреба супстанце, упркос негативних физичких или психолошким ефектима повезаним са употребом супстанце, и (7) симптоми повлачења. [тражи се извор]

Сидром зависности од употребе мобилних телефона — је скуп симптома и знакова зависног понашање, које се може упоредити са поремећајима злоупотребе супстанци, јер паметни телефони делују као супстанце - лекови (за забаву и везу) и нека су врста средства за изазивање зависности које се на сличан начин као дрога неконтролисано конзумира.
Номофобија — страх од губитка или остајања без мобилног телефона. Они који имају изнурујућу зависност од телефона и патолошки страх од његовог губитка нису у стању да се сами ослободе те навике. Потребна им је рехабилитација у одговарајућој клиници (установи).

## Епидемиологија
Морбидитет
Према истраживањима спроведеним 2006. године у Сједињеним Америчким Државама, 48% жена и 58% мушкараца осећало је напетост, нервозу и лагану панику у случајевима када им се испразнила батерија телефона, када су доживели губитак сигнала или су телефон изгубили или заборави код куће.
Преваленца
Преваленца претераног коришћења мобилних телефона у великој мери зависи од дефиниције злоупотребе, па самим тим и од скала које се користе за квантификацију понашања субјекта. Данас се за ту намену користе две скале:
Скала са 20 ставки — која се користи за одређивање проблематичне употребе мобилних телефона (ПУМП),
Скала за коришћење мобилног телефона (МППУС) — која се примењује како код одраслих тако и код адолесцената.
Старост и пол
Постоје варијације у преваленцији везане за старост и пол. Преваленца међу британским адолесцентима старости од 11 до 14 година била је 10%. Док је се у Индији, зависност кретала 39—44% за исту старосну групу.
Према различитим дијагностичким критеријумима, процењена преваленција се креће од 0 до 38%, при чему самопроцена зависности о мобилним телефонима премашује процењену преваленцу у самим студијама. Старије особе имају шансу да развију мању зависност од мобилног телефона због већ стечених различитих друштвених навика, стреса и веће саморегулације.
Понашања повезана са зависношћу од мобилних телефона разликују се међу половима.
Преваленца сродног проблема, зависности од интернета, била је 4,9-10,7% у Кореји и сада се сматра озбиљним проблемом јавног здравља.
Према извештају Републичког завода за статистику Републике Србије из 2016. године, мобилни телефон поседује и користи 92% становника, од чега 76% корисника поседује смарт телефон са приступом интернету. Проценат домаћинстава у којима се свакодневно користи интернет износи 86%.

### Несрећни догађаји изазвани употребом мобилног телефона
Прекомерна употреба мобилног телефона може бити посебно опасна у одређеним ситуацијама као што су слање порука током управљања моторним возилом. На пример, свакодневно, око 9 људи погине, а више од 1.000 бива повређено током употребе телефона за време управљања возилом, само у САД. У било ком тренутку широм Америке, око 660.000 возача користи мобилне телефоне или електронске уређаје за време управљања моторним возилом. Значајан број повреда и незгода изазваних ометањем вожње разговором преко телефона може се барем делимично избећи смањивањем прекомерне употребе мобилног телефона.

### Номофобија и особине личности
Употреба паметних телефона постала је свеприсутна у многим друштвима
Номофобија је назив за фобију када особа нема контакт са мобилним телефоном. То је симптом или синдром проблематичне употребе дигиталних медија на ментално здравље, чија дефиниција није стандардизована..
Према Бианки и Филипс (Bianchi and Philips, 2005) психолошки чиниоци утичу на прекомерну употребу мобилног телефона. То су пре свега особе које имају ниско самопоштовање, екстровертне личности. Такође је врло могуће да номофобични симптоми могу бити изазвани другим основним и постојећим менталним поремећајима (социјална фобија или социјални анксиозни поремећај, социјална анксиозност, и панични поремећај).
Израз, скраћеница за „фобију без мобилног телефона“, скован је током студије 2008. године од стране уреда за пошту у Великој Британији коју је наручио Ју Гов, истраживачка организација са седиштем у Великој Британији, за процену стрепње који трпе корисници мобилних телефона. Студија је открила да скоро 53% корисника мобилне телефоније у Британији има тенденцију да се забрине када "изгубе мобилни телефон, понестане им батерија или кредит или немају покриће мреже". Студија, која је обухватила 2.163 људи, открила је да око 58% мушкараца и 47% жена пати од фобије, а додатних 9% се осећа стресно када су им мобилни телефони искључени. 55% испитаних наводи одржавање везе са пријатељима или породицом као главни разлог што су постали забринути када нису могли да користе своје мобилне телефоне. Студија је утврдила  да су нивои стреса изазвани просечним случајем номофобије истог нивоа као  стрес на дан венчања и посете стоматологу.
Сваки други  номофоб никада не искључује свој мобилни телефон.

## Патофизиологија
Студија спроведена на Државном универзитету Алабама о ефектима паметних телефона на студенте, дефинише проблем тако што каже да ми нисмо зависни о самим паметним телефонима, већ да смо зависни о информацијама, забави и личним везама које паметни телефон пружа.  Људи имају афинитет за сталну забаву, а паметни телефони пружају најбржи и најлакши пут до ње.
Како више од једне трећине младих (36%) користи мобилни телефон више од два сата на дан, то наговештава могућу појаву прекомерне употребе мобилних телефона и потенцијални развој новог облика зависности.

### Време проведено уз телефон
Употребе мобилних телефона у Србији, уз приступ интернету указује на то да телефон корист, више од три четвртине младих више од сат времена на дан (81%). Скоро половина од тог броја користи телефон више од два сата дневно (36%). Истовремено, тек једна десетина (11%) младих толико времена проведе на рачунару. Разлике између младића и девојака су статистички значајне, јер за разлику од рачунара, девојке су те које проводе више времена користећи мобилни телефон.
Резултати истраживања такође показују да млади у Србији проводе више времена користећи мобилни телефон него рачунар. У категорији испитаника који употребљавају телефон више од два сата дневно било је 36% ученика, док је у категорији оних који користе рачунар више од два сата било њих 11%.
Млади рачунаре и интернет користе интензивније за забаву него за школске обавезе, док се мобилни телефони користе подједнако за комуникацију и активности на мрежи.
Истражено је, да је већа учесталост коришћења мобилних телефона повезана са лошијим просеком студената, при чему се наводи да време дуже од три сата дневно штетно делује на успех у настави, На то утиче и чињеница да одлични ђаци имају мањи број пријатеља на друштвеним мрежама од ђака са лошијим школским успехом. У једном аустралијском истраживању средњошколаца добијени су подаци да је време проведено на друштвеним мрежама, као што је Фејсбук, повезано са лошијим успесима из области математике, читања и природних наука.

### Истраживања
Са променом технологија, свакодневно се појављују нови изазови. Појавиле су се нове врсте фобија (нпр технофобије). Откако је први мобилни телефон дошао на потрошачко тржиште 1983., ови уређаји постали су значајно мејнстрим у већини друштава.
Шамбар, Ругимбана и Зова су тврдили да су мобилни телефони „вероватно највећа не наркотичка зависност 21. века“, и да студенти могу да проводе до девет сати сваког дана на својим телефонима, што може довести до зависности од таквих технологија као покретач модерног живота и пример „парадокса технологије“.који је с једне стране ослобађање а са друге поробљавање.
Истраживање које је спровела компанија Секјур Енвоа  показало је да од номофобије чешће обољевају адолесценти и млађи одрасли људи. У истом истраживању се наводи да је 77% тинејџера пријавило анксиозност и забринутост када су остали без мобилног телефона, а затим старосна група од 25 до 34 године и људи старији од 55 година. Неки психолошки предуслови које треба тражити код особе која можда пати од ове фобије су "само-негативни погледи, млађа доб, ниско поштовање и самоефикасност, висока екстроверзија или интроверзија, импулсивност и осећај ургентности да се све догоди сада и овде.
Међу студентима је учестала употреба мобилних телефона у корелацији са смањењем просека и повећаном анксиозношћу и то даље негативно утиче на задовољство животом (благостање и срећу) у поређењу са студентима који мање користе мобилне телефоне. Мањи просек оцена може бити последица прекомерне употребе мобилних телефона или рачунара чиме се губи време и смањује концентрација током учења, похађања наставе, рада на задацима и омета настава. Прекомерна употреба мобилних телефона може повећати анксиозност услед потребе да се непрестано повезују на друштвене мреже, повећавајући свакодневни стрес, чиме се смањује квалитет живота.
Номофобија се јавља у ситуацијама када појединац доживљава анксиозност због страха да неће имати приступ мобилном телефону. "Синдром превелике везе" јавља се када употреба мобилног телефона смањује количину интеракција лицем у лице и на тај начин значајно омета социјалне и породичне интеракције појединца. Израз "техно-стрес" је још један начин да се опише појединац који избегава интеракцију лицем у лице укључивањем у изолацију, укључујући психолошке поремећаје расположења, попут депресије.
Анксиозност изазива неколико фактора, као што су губитак мобилног телефона, губитак пријема и празна батерија мобилног телефона. Неке клиничке карактеристике номофобије укључују коришћење уређаја импулсивно, као заштиту од друштвене комуникације или као прелазни објект. Посматрано понашање укључује употребу једног или више уређаја са приступом интернету, увек ношење пуњача и доживљавање стрепње када размишљате о губитку мобилног.

## Знаци и симптоми зависности
Најчешће описани знаци и симптоми зависности од употребе мобилног телефона су:
- Стално проверавање телефона;
- Избегавање да се иде на места где не допире сигнал;
- Када се негде седне, одлаже се телефон на сто како би био при руци;
- Телефон се носи свуда са собом па и у тоалет;
- Нервоза и узнемиреност када се заборави мобилни телефон;
- У ситуацијама када телефон не звони, корисник га за сваки случај проверава;
- Забринутост или љутња када се не одговори на поруку дуже од сат времена;
- Провера порука и тачног времена на заслону телефона;
- Туга ако током дана нема позива или поруке;
- Током писања поруке ставља се најмање једна сличица у сваки други ред поруке.[2]

## Остале штетности од мобилних телефона
Осим психичких штетности злоупотреба мобилни телефон носи са собом и следеће ризике:
| Штетност                                                 | Опис штетности и последице |
| -------------------------------------------------------- | --- |
| Заражавање бактеријаma и вирусима                        | - На телефон на које се кашље и који се носе и користе углавном прљавим рукама, таложи се гомила патогених бактерија и вируса - Ова наизглед безопасна справица, је чак 18 пута прљавија од просечног јавног тоалета, па што се телефон више користи, већа је могућност да се њен корисник зарази капљичним инфекцијама или болестима прљвих руку. |
| Моторички проблеми у рукама                              | - Настају због сталног слања порука и претраживања интернета, који доводе до запаљење тетива руку, праћеног болом и отоком. Најчешће се јавља као последица поновљених покрета, што се у случају мобилних телефона своди на интензивно слање порука или играње видео игрица. Имајући у виду да изразиту покретљивост прстију омогућавају бројни мишићи, који су снажним лигаментима (тетивама) причвршћени за кости прстију, током онтинуираног „куцање“ (понављање покрета) они су доста оптерећени. То доводи до упале тетива, што се манифестује болом, отоком и смањеном покретљивошћу прстију. - У последње време са појавом популарних телефона „на додир”, донекле се смањио број особа са одређеним моторичким проблемима. |
| Електромагнетно (нејонизујуће) зрачење мобилних телефона | - Једна је од многих недовољно изучена штетност од злоупотребе телефона. Будућа истраживања ће тек показати како мобилни апарат утиче на мозак, срце и остале телесне органе. - Према прелиминарним резултатима будући подаци неће бити нимало наивни. |
| Главобоља                                                | - У пракси се лекари све више срећу са особама са озбиљним главобољама због употребе мобилног телефона, због чега је неопходно искључивати телефон ноћу, или што је још боље, уопште га не држати у спаваћој соби. - Неке студије су доказале да дуготрајно излагање зрачењу телефона подиже температуру на површини лица и унутар лобање. Иако је повећања температуре унутар лобање релативно мало, ипак јемозак веома осетљив и на тако мале промене температуре. |

## Превенција
Имајући у виду податке из истраживања спроведеног у Србији 2017. године, у коме је утврђено да 40% ученика проводи дневно барем један сат на рачунару, а 80% на мобилном телефону, један од задатака наставника постаје да подржавају и промовишу ефикасније коришћење интернета и мобилних телефона у образовне сврхе.
Да би нека особа спречили да постанете превише зависни од телефона, може да покуша самоиницијативно неколико превентивних мера;
- Да прво почне са применом неких правила у којима је одређена граница коришћења телефона, на пример да не користите уређај у купатилу, док вози, или за вечером.
- Да искључи друштвене медије и обавештења о електронској пошти, како не би непрестано сурфовала по друштвеним мрежама и проверавала поруке.
- Да не користи телефон у кревету пре спавања, јер гледањем у екран спречава да мозак ослободи мелатонин, природни хормон сна, па тело не региструје умор, који уводи у сан.
- Да уклонити телефон током друштвених активности како би се пажња посветила разговору уживо (дружењу).